# جان کالاهان
جان کالاهان (انگلیسی: John Callahan; ۵ فوریهٔ ۱۹۵۱ – ۲۴ ژوئیهٔ ۲۰۱۰) کارتونیست، هنرمند، موسیقی‌دان اهل ایالات متحده آمریکا بود.